# 宮中三殿
宮中三殿（きゅうちゅうさんでん）は、皇居の吹上御苑にある賢所、皇霊殿、神殿の総称。これら三殿を一括して「賢所（けんしょ）」とも称する。
宮中三殿は皇祖天照大御神を祀る賢所（かしこどころ／けんしょ）を中央に、その西側に位置する歴代の天皇や皇后、皇族の霊を祀る皇霊殿（こうれいでん）、その東側に位置する天神地祇八百万神を祀る神殿（しんでん）からなる。

## 概説
| 黄櫨染御袍と御祭服を着用した天皇在位時の明仁 |  | 黄櫨染御袍と御祭服を着用した天皇在位時の明仁 |
| 黄櫨染御袍と御祭服を着用した天皇在位時の明仁 |  |                                              |

宮中三殿は南面して建てられており、賢所を中央に、その西側に皇霊殿、東側に神殿がある。賢所は三殿の中でも最も大きい。
宮中三殿の建築は単層入母屋妻入の形式で、向背を付した白木造りである。三殿の屋根は、当初は檜皮葺だったが、後に銅板葺に改められている。
宮中三殿の内部はそれぞれ外陣、内陣、内々陣（内内陣）に分かれている。
建物は板敷で、半蔀（はじとみ）や障子などの建具をそなえ、さらに外周には簀子が取り付けられている。
正面にはそれぞれ木の階段があり、さらにその前方に石階が設置されている。

## 儀礼と祭祀
宮中三殿では、皇室祭祀をつかさどるため、国家行政機関たる宮内庁の組織とは別の内廷の組織として、掌典職が置かれ、掌典長の下に職員として掌典次長、掌典、内掌典が置かれている。
内掌典（一般の神社で巫女に相当する未婚女性）は全員が三殿北側の詰所に住む。毎朝午前8時から、賢所及び皇霊殿では内掌典、神殿では掌典が清酒や神饌などを供える「日供の儀」（にっくのぎ）をそれぞれ行う。続いて、午前8時30分には、宮内庁侍従職の当直侍従が、賢所、皇霊殿、神殿を天皇に代わって拝礼する「毎朝御代拝」（まいちょうごだいはい）を行う。日供の儀及び毎朝御代拝の各儀式は、廃朝（天皇が執務しないこと）や宮中喪が発せられていても、欠かさず行われる。
宮中三殿の祭祀は、明治維新から宮中祭祀の変遷と漸次的集約を経て、教部省が成立した直後の明治5年4月2日（1872年5月8日）に整ったと解されている。このとき鎮座された皇居内の砂拝殿は、翌1873年（明治6年）に皇居西之丸から出火の際に類焼したため、赤坂仮御所へ動座された。現在の宮中三殿の建物は、宮内省一等匠手を務めた木子清敬の設計で、1888年（明治21年）10月に竣工し、翌1889年（明治22年）1月9日に遷座された。第二次世界大戦中の1944年（昭和19年）には、空襲を避けるため皇居内の防空壕である御斎庫（おさいこ）へ動座され（翌1945年（昭和20年）の終戦により戻る）、2004年（平成16年）6月18日には、建物の耐震劣化調査のため数十メートル離れた場所に設置した仮殿（かりどの）へ一時的に動座された（同月27日に戻る）。
なお、宮中三殿の構内には、附属するいくつかの建造物も配置されている。三殿の西方にあるのが神嘉殿（しんかでん）で、普段は空殿だが、毎年11月30日に新嘗祭が行われ、神嘉殿前庭では、元旦に四方拝が行われる。その他、鎮魂祭や天皇・皇后の装束への着替えが行われる綾綺殿（りょうきでん）、皇太子・皇太子妃の着替えが行われる東宮便殿（とうぐうびんでん）、神楽を奉納する神楽舎（かぐらしゃ）、楽師が雅楽を演奏する奏楽舎（そうがくしゃ）、列席者が待機する左幄舎（ひだりあくしゃ）と右幄舎（みぎあくしゃ）、賢所に正対する賢所正門、新嘉殿に正対する新嘉門などが配されている。

## 三殿

### 賢所

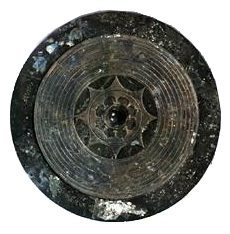
八咫鏡（イメージ）実物は非公開

神鏡（八咫鏡）を祀り、皇祖神の天照大御神を祀る。
賢所は平安時代は温明殿（うんめいでん）、室町時代以後は春興殿にあり、かつては内侍が管理したため、「内侍所（ないしどころ）」とも称された。掌典及び内掌典が御用を奉り、「忌火」（「神聖な火」の意味）を護り続けるとされる。神聖な場所のため穢れを嫌い、「次清」の別などの厳格な規律があるという。
古代から続くという宮中祭祀が行われ、現在の上皇后美智子や皇后雅子、皇族の妃らを宮中に迎える結婚の儀もここで行われた。その際、后妃が賢所を退出した際に婚姻成立とみなされる。

### 皇霊殿
歴代天皇および皇族などの霊を祀る。
明治維新の際、神仏判然令により宮中でも祭祀改革が行われ、明治2年（1862年）、再興された神祇官（のち神祇省）が附属の神殿を創建し、併せて歴代天皇の霊を神式で祀った。このため、平安時代より宮中で歴代天皇を仏式で祀っていた「黒戸」は廃止され、歴代天皇の位牌（尊牌）や尊像は泉涌寺「霊明殿」に移された。
明治4年（1871年）9月14日に宮中の賢所に遷座。先述の明治6年（1873年）の類焼による赤坂仮御所への遷座後、明治10年（1877年）に歴代天皇に加えて皇后・皇妃・皇親の霊を合祀。明治18年（1885年）には尊号が贈られた天皇も合祀された。明治22年（1889年）の皇居造営に伴い賢所の西側に新たに造営された。
天皇や皇族の霊は、死後1年をもって皇霊殿に合祀される。毎年春分の日には春季の、秋分の日には秋季の皇霊祭が行われる。また、1月7日は昭和天皇祭（先帝祭）、4月3日は神武天皇祭が行われ、式年（一定の年数）にあたる時は、御陵で天皇の親祭が営まれ、皇霊殿では皇太子・皇太子妃拝礼する。

### 神殿
天神地祇八百万神を祀る。
本来は八神を祀る施設で八神殿と称された。中世以降は神祇官の西院で祀られたが、正親町天皇の頃には官舎も失われた。そのため卜部氏が京都吉田村神楽岡に奉斎して斎場所としたが、天正18年（1590年）に勅許により神祇官代と称することとし、八神の御神体は白川神祇伯邸内（白川伯王家）に祀られることになった。
明治時代になり神祇官によって東京に神殿が造営され、御神体は明治2年（1862年）12月17日にこの神祇官の神殿に鎮座された。神祇官が神祇省に改められ、明治5年（1872年）に神祇省が廃止されたため八神と天神地祇は宮中に移され、同年11月27日に八神と天神地祇を合祀して神殿と改称した。
毎年春分の日と秋分の日には春季、秋季の神殿祭が行われる。